# Tavo Burat

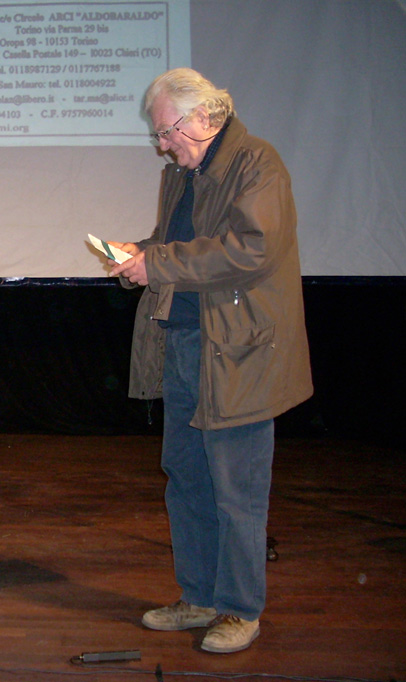
Tavo Burat (2008)

Tavo Burat (egentligen Gustavo Buratti Zanchi), född 22 maj 1932 i Stezzano, död 8 december 2009 i Biella, var en italiensk författare, journalist, och politiker.

## Biografi
Burat kom från en valdenserfamilj i Stezzano. Han har skrivit en doktorsavhandling i juridik med titeln Rätt i Graubünden. 1968-1994 undervisade han i franska vid en mellanskola. 
Burat var grundare och första redaktör för den regionala tidskriften La Slòira och var även redaktör för bergsklättringstidskriften ALP 1974-2009.
Han var kännare av språkliga minoriteter, särskilt piemontesiska och frankoprovensalska. 1956-1994 var han ledamot av kommunfullmäktige i Biella. 
Burat dog år 2009

### Politiska och kulturella uppdrag
- Ledamot av kommunfullmäktige i Biella från 1956 till 1994
- Regional ledare för PSI från 1975 till 1984
- Assessor vid Comunità montana Bassa Valle Elvo från 1970 till 1993
- Representant för Verdi beträffande revisionen av regionen Piemontes författning
- Rådsmedlem för Verdi från 2000 till 2009
- Koordinator för Centro studi dolciniani[4] från 1974 till 2009
- Grundare av Consiglio federativo della Resistenza di Biella.